# DIVA (テレビ番組)
『DIVA』（ディーバ）は、テレビ東京とテレビ大阪で放送されていたバラエティ番組（お色気番組）である。テレビ東京では2007年1月10日から同年4月3日まで、毎週水曜 26時45分 - 27時15分（木曜 2時45分 - 3時15分）に放送。

## 概要
2006年9月までテレビ大阪で放送されていた『Neo Happy系教育テレビ』のリニューアル版で、「最低女が最高の女になるべく様々な課題に取り組む」をテーマにしていた。正式名称は「スーパーウーマンズバラエティ!“DIVA”」であるが、番組表上では「DIVA」とだけ表記されていた。この番組へのリニューアルとともにテレビ東京がネット局に加わった。
番組は2007年春の改編を機に土曜深夜枠へ移動。それとともに『淀川★キャデラック』へと改題リニューアルしたが、このリニューアルでテレビ東京がネット局から外れ、テレビ大阪のみの放送へと戻った。

## 出演者
- 板尾創路 - ご意見番。
- 黒沢宗子（森三中） - アシスタント。
- 林克治（カリカ） - コーナー進行。
- 範田紗々
- 夏目ナナ
- かすみ果穂
- 長澤つぐみ
- 櫻井ゆうこ
- 荒井美恵子
- 琴乃
- 結城リナ

## 主なコーナー
超攻撃的フットサル チームドS
『NH系教育テレビ』からの引き継ぎコーナー。
最高の○○女王決定戦
DIVAメンバーが毎週違うテーマのお題に挑んで板尾を喜ばせるコーナー。一番良かったと認められた者にはDIVAポイント「1」が与えられ、次週のMCをすることができた。また、10ポイントが貯まったらメンバーの夢を叶えてもらえた。
キルビル村
初回から毎週エンディングでの予告のみが続いていたが、2月7日の放送で「あまりにも内容が過激なので地上波では放送できない」と発表された。しかし、3月1日から一週間限定でテレビ大阪公式サイトでその模様が配信されることが決定。その中で放送されなかった理由を「撮影はすごく順調だったが、編集作業をしたところ、ビックリするほどつまらないと総合演出や作家のみなさんに怒られたため」とディレクターの佐藤Bが語っている。

## スタッフ
- 総合演出：マッコイ斉藤
- 構成：ホーリー、鈴木工務店、佐藤俊明、上正金字
- CAM：清水利彦、安達良
- VE：福重伸隆
- 音声：中川繁
- 美術：小林慎典
- タイトル：小室泰樹
- メイク：岩田恵美、仮屋知恵
- スタイリスト：井岡直子
- VTR編集：安川修平
- MA：中村裕子
- 音効：太田光則
- 制作進行：田中まりも
- ディレクター：塚田秋春、佐藤B（GUTS）
- プロデューサー：大久保さちよ
- 協力：池田屋、TRIBE LTD.、CORALRED、The TUBE、ZACK、交音社
- 制作協力：ガッツエンターテイメント（クレジット表示無し）
- 製作著作：SHO-GUN

## 放送局
| 放送対象地域 | 放送局     | 系列           | 放送日時                 | 備考                |
| ------------ | ---------- | -------------- | ------------------------ | ------------------- |
| 関東広域圏   | テレビ東京 | テレビ東京系列 | 水曜 26時45分 - 27時15分 |                     |
| 大阪府       | テレビ大阪 | テレビ東京系列 | 火曜 25時00分 - 25時30分 | テレビ東京の6日遅れ |